# Charles-Napoléon Dorion
Pour l’article homonyme, voir Dorion.
Charles-Napoléon Dorion C.R. (13 août 1887-3 décembre 1978) est un avocat et homme politique fédérale et municipal du Québec.

## Biographie
Né à Rivière-du-Loup dans la région du Bas-Saint-Laurent, il devient membre du Conseil du Roi en 1934. Il fit une carrière en politique municipal en devenant maire de la municipalité de Courville, aujourd'hui agglomérée à l'arrondissement de Beauport dans la ville de Québec, de 1927 à 1933 , entre février et novembre 1935, en 1948, et de 1954 à 1962
Élu député Parti conservateur dans la circonscription fédérale du Québec—Montmorency en 1930, il avait précédemment été défait par le libéral Henri-Edgar Lavigueur en 1926. Il fut défait par le libéral Wilfrid Lacroix en 1935.

## Famille
Il est le frère de Frédéric Dorion et de Noël Dorion. Il est l'oncle d'Henri Dorion. Il est le grand oncle de Catherine Dorion, Nathalie Coupal et de Geneviève Dorion-Coupal.

## Hommages
La rue Dorion présente dans l'ancienne ville de Courville , par la suite dans Beauport et maintenant dans la ville de Québec a été nommée en son honneur en 1948.